# Дрегли
Дрегли — деревня в Любытинском районе Новгородской области. Входит в состав Неболчского сельского поселения.

## История
С 1937 года по 1963 год являлась административным центром Жуковского (с 1931 года Дрегельского) района. Постановлением президиума Ленинградского облисполкома от 11 марта 1931 года деревня Жуково была переименована в Дрегли.
При раскопках грунтового могильника у деревни Дрегли зафиксирован средневековый обряд «выкапывания» покойника, который обличали Серапион Владимирский (в 1273 году) и Максим Грек (в 1506 году).

## География
Деревня Дрегли расположена на севере региона, в лесной местности и находится на реке Дрегля.

## Население
| 2010 |
| ---- |
| 233  |

## Известные жители
Анатолий Александрович Бойцев, (род. 10 июля 1952, деревня Дрегли) — советский и российский государственный деятель.

## Инфраструктура
Лесозаготовка и переработка древесины.

## Транспорт
Стоит на трассе 49К-08.